# Азазель

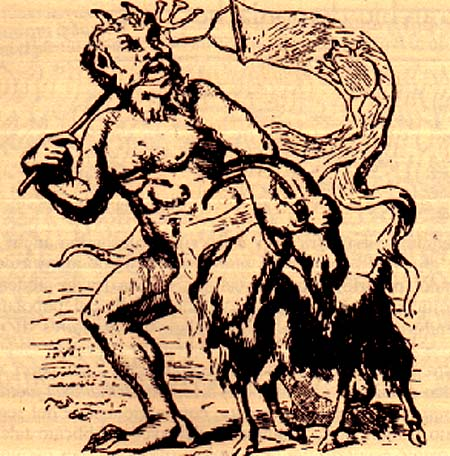
Диявол разом з козлем Юди

Азазе́ль (євр. עֲזָאזֵל) – У книзі Еноха, ім'я демона, який навчив людство виготовляти знаряддя смерті.

## Демон описаний в Біблії
Азазель — занепалий серафим, один з вождів янголів-спостерігачів, які вступали в шлюби з земними жінками (Книга Еноха, близ. 2 ст. до н. е.). Він навчив чоловіків збройового мистецтва, а жінок — використанню дорогоцінних каменів, прикрас і мистецтва розфарбовування обличчя (косметиці). Потомство від ангелів і смертних жінок — расу велетнів — Азазель надихнув в бунті проти Бога. За це, за наказом Всевишнього, він був прикутий до ями (Дудаель) в пустелі та покритий темрявою до Судного дня, коли він буде кинутий в вічне полум'я.

## В інших релігіях
Азазель також присутній в ісламі. Він з'являється у Корані у зв'язку з історією про Харута та Марута, пару ангелів. Хоча це не пояснюється самим Кораном, мусульманські екзегети, такі як Аль-Калбі та Аль-Та'лабі, зазвичай пов'язували історію з оповіданням, відомим із 3 Еноха. Ангели скаржилися на людське беззаконня, після чого Бог запропонував випробування, щоб ангели могли вибрати трьох із них, щоб спуститися на землю і довести, що вони будуть кращими за людей за тих самих умов. Відповідно, вибирають Азу, Аззаю та Азазеля. Однак Азазель розкаявся у своєму рішенні, і Бог дозволив йому повернутися на небо. Двоє інших ангелів не пройшли випробування, і їхні імена були змінені на Харут і Марут. Вони опинилися на землі, познайомивши людей із забороненою магією.

## Козел відпущення
Під час єврейського свята Йом-Кіпур відбувався ритуал, описаний у книзі Левит. Цього дня відпущення гріхів, відбиралися жертовні телець і два козли (офірні цапи). Жеребом священники вибирали, якого з козлів принести в жертву за гріхи, а якого — відіслати в пустелю до Азазеля (Лев. 16:8-10). Тельця і першого козла заколювали за гріхи священника і народу, їхньою кров'ю освячувалася скинія (туші тварин пізніше спалювали поза табором). Потім первосвященник покладав руки на другого жертовного козла, «сповідуючи над ним усі гріхи, злочини і гріхи синів Ізраїлю», символізуючи цим перенесення на нього всіх гріхів народу. Потім козла відводили в пустелю та відпускали Азазелю (Лев. 16:7-10).

## У літературі
- У романі Михайла Булгакова Майстер і Маргарита прототипом Азазеля є персонаж Азазелло, член почту Воланда.
- Азазель — герой поеми Івана Франка «Мойсей».
- Азазель — персонаж (демон або інопланетянин) серії фантастичних оповідань Айзека Азімова.

## У кіно і на телебаченні
Азазель (англ. Azazel) — ім'я одного із головних демонів і основних антагоністів у телесеріалі «Надприродне». Через те, що жовтоокий демон використовував чужі тіла, протягом 1—14 сезонів серіалу (2005—2019 рр.) цього персонажа зіграли кілька акторів і актрис: Джеффрі Дін Морган, Фредрік Лене, Ліндсі Маккеон, Крістофер Маккабе, Мітч Піледжі, Роб ЛаБелль, Саманта Сміт.